# Разделно хранене
Разделното хранене е вид хранителна диета, препоръчваща да не се смесват въглехидрати с белтъчини и кисели плодове, по време на едно и също хранене. Според поддръжниците на диетата, храносмилателната система е със значително увеличена ефективност, при правилно прилагане на този вид хранене.

## История на разделното хранене
1822 г.
Д-р Айзък Дженингс окончателно се разочарова от „хапчетата, прахчетата и отварите“ на медицината, практикувана от тогавашните лекари, и започва да препоръчва радикални идеи за начина на хранене.
1830 г.
Преподобният Силвестър Греъм предлага ограничителна хранителна диета за изкореняване на такива грехове, като лакомия, сексуални желания и други аморални наклонности.
1830 – 1850 г.
Д-р Ръсел Такър Трол открива, че медикаментозното лечение по-скоро възпрепятства, вместо да подпомага възстановяването на организма. Той обръща гръб на ортодоксалните методи и започва да се занимава с изследване и преподаване на естествените принципи на хранене, които са в основата на днешното разделно хранене.
1872 г.
Д-р Джон Хенри Тилдън също започва да поставя под въпрос използването на лекарства, при лечение на болести. Благодарение на огромните му познания в областта на медицината, започва да развива своя теория за изчистване на организма от токсичните отрови.
1920-те
Д-р Уилям Хауърд Хей, след като се разболява от тежко бъбречно заболяване, се насочва към хранителна терапия, благодарение на която симптомите му постепенно изчезват. Много английски публикации приписват на д-р Хей създаването и успеха на тази система на хранене – мит, увековечен от съвременните книги и статии, които продължават да поддържат жива легендата, чрез метода на повторението.
1927 г.
Д-р Хърбърт Макголфин Шелтън е изследовател и автор, издал много статии и над 40 книги, свързани с храненето изобщо, и с разделното хранене, природосъобразната хигиена и свързаните с нея теми.
В днешно време
Много експерти и писатели в здравната сфера непрекъснато добавят свои идеи и опит към оригиналната философия на последователите на разделното хранене. Това разнообразие от информация създава истински миш-маш от максими, които объркват до голяма степен читателя.

## Таблица за съвместимост на храните
Според разделното хранене, която и да е от храните в средната колона (Съвместими храни) може да се комбинира с храна от лявата колона (Белтъчни храни), или дясната колона (Нишестени храни), докато смесването на белтъчни и нишестени храни следва да се избягва.
| Белтъчни храни                                                   | Съвместими храни | Нишестени храни |
| ---------------------------------------------------------------- | --- | --- |
| Пилешко месо, риба и морски дарове, ечемик, яйца, сирене, зехтин | Всички зеленчуци с ниско съдържание на нишесте, салати, билки и подправки, кисело мляко, ядки и семена, сосове за салата, кокосово мляко, кокосова сметана, обезмаслено мляко, сметана, масло | Картофи, ямс, сладки картофи и царевица, овесена каша, зърнени храни и закуски, хляб, кифли, соден хляб, соленки, тестени сладкиши, брашно, бисквити, торти, пасти, кленов сироп, мед и всички сладки |